# غار آب زاده
غار آب زاده مربوط به دوران فرادیرینه‌سنگی است و در شهرستان خرم‌آباد، کوهدشت، دامنه کوه یافته واقع شده و این اثر در تاریخ ۸ مرداد ۱۳۸۱ با شمارهٔ ثبت ۵۹۶۹ به‌عنوان یکی از آثار ملی ایران به ثبت رسیده است.